# Паулинью Сантуш
Жуан Паулу Майю душ Сантуш (порт. João Paulo Maio dos Santos; род. 21 ноября 1970, Вила-ду-Конди) — португальский футболист, полузащитник.
Прежде всего известен выступлениями за клуб «Порту», а также за национальную сборную Португалии.
Семикратный чемпион Португалии. Пятикратный обладатель Кубка Португалии. Обладатель Кубка УЕФА.

## Карьера

### Клубная карьера
Во взрослом футболе дебютировал в 1988 году выступлениями за команду клуба «Риу Аве», в которой провёл четыре сезона, приняв участие в 82 матчах чемпионата.
В 1992 году перешел в клуб «Порту», за который отыграл 11 сезонов. За это время завоевал титул обладателя Кубка УЕФА. Завершил профессиональную карьеру футболиста выступлениями за команду «Порту» в 2003 году.

### Выступления за сборную
В 1994 году дебютировал в официальных матчах в составе национальную сборную Португалии. В течение карьеры в национальной команде, которая длилась 7 лет, провёл в форме главной команды страны 30 матчей, забив 2 гола. В составе сборной был участником чемпионата Европы 1996 года в Англии. Он пропустил чемпионат Европы 2000 года из-за травмы.

## Достижения

### Командные
«Порту»
- Чемпион Португалии (7): 1992-1993, 1994-95, 1995-96, 1996-97, 1997-98, 1998-99, 2002-03
- Обладатель Кубка Португалии (5): 1994, 1998, 2000, 2001, 2003
- Обладатель Суперкубка Португалии (6) 1993, 1994, 1996, 1998, 1999, 2001
- Обладатель Кубка УЕФА (1): 2002-03